# بازلفس
بازلفس (روسی: Базелевс) شرکت فیلم‌سازی روسیه است، که در سال ۱۹۹۱ توسط تیمور بکمامبتوف تأسیس شد.